# Jean-Nicolas Marjolin
Pour les articles homonymes, voir Marjolin.
Jean-Nicolas Marjolin (1780-1850) est un chirurgien français, membre de l’Académie de médecine. Il est surtout connu pour avoir publié en 1815 un Manuel d'anatomie qui pose les bases des dissections du corps humain.

## Biographie
Il est né le 6 décembre 1780 à Ray-sur-Saône, village de l'arrondissement de Gray, en Haute-Saône. Son oncle étant professeur au Séminaire de Toul, c’est dans cet établissement qu’il entreprit ses études, puis il entra dans une étude notariale. Après un bref passage dans le métier militaire, il s’attacha à un médecin, ami de la famille qui lui permit de fréquenter l’hôpital en qualité d’élève.
C’est en 1800, qu’il arrive à Paris, avec une recommandation pour Alexis Boyer, qui est professeur adjoint de Desault, pour la première chaire de clinique chirurgicale. Marjolin fut l’un de ses auditeurs en même temps qu’il s’inscrivit à un cours privé de dissections anatomiques.
Au concours de l’Internat, en avril 1803, il obtint la troisième place devant François Magendie qui ne fut classé que septième ; ce succès le fit remarquer de Guillaume Dupuytren qui lui proposa la direction de son amphithéâtre, poste que Marjolin accepta.
Aide d’anatomie en 1805, prosecteur en avril 1806, il soutint sa thèse le 27 août 1808 sur « Propositions sur quelques points de chirurgie et de médecine » : il s’agit d’une série d’observations allant de l’érysipèle aux parotidites en passant par les phlébites.
Depuis 1796, coexistaient l’enseignement de l'École de santé et un enseignement privé qui avait pris beaucoup d’importance sous l’influence de Xavier Bichat ; en 1810, Marjolin ouvrit un amphithéâtre rue des Rats (aujourd’hui rue Colbert) qui compta bientôt plus de 200 élèves : son amphithéâtre devint vite trop étroit et il le transporta rue Saint-Julien le Pauvre.
En 1811, à la suite du décès de Raphaël Bienvenu Sabatier, la chaire fut mise au concours: le succès de son enseignement poussa Marjolin à briguer ce poste et il s’inscrivit au concours, dont le jury était composé de Pelletan, Dubois, Percy, Richerand…. : ce fut Dupuytren qui fut proclamé à l’unanimité Professeur de Médecine Opératoire, le 10 février 1812, mais Marjolin n’en conserva aucune amertume tant ses cours de chirurgie et d’anatomie étaient suivis par un nombre de plus en plus important d’étudiants.
Il fut nommé, en 1816, chirurgien en second à l’hôtel-Dieu, le chef de service étant Dupuytren : Marjolin supporta pendant sept années le dédain de son « patron » ; on a parlé de jalousie, mais c’est essentiellement leurs caractères qui opposèrent les deux hommes.
Le 13 novembre 1818, il est nommé professeur de pathologie externe devant Philibert Joseph Roux, Dominique Larrey, Antoine Petit,…. Pendant trente deux ans, il occupa la chaire de pathologie externe.
Marjolin eut une nombreuse clientèle qui lui fit quitter le quartier du Marais pour celui plus brillant de la Bourse (89, rue de Richelieu) : « ce que sa clientèle appréciait en lui, c’est l’exactitude de son diagnostic tout autant que son sens des relations humaines, on ne décidait rien de grave à Paris sans l'avoir adjoint au médecin de famille, c'était le plus grand consultant que la Faculté ait eu depuis Antoine Dubois ».
Membre de l’Académie de Médecine en 1820, il est nommé chirurgien consultant de Louis-Philippe en 1830.
Marié en 1810 avec Marie née Duval, il eut deux fils, Georges et René. René, chirurgien comme son père, fut en 1843, l’un des fondateurs de la Société de Chirurgie. René épousera Cornelia Scheffer, fille naturelle du peintre Ary Scheffer.
À la fin de sa vie, Jean-Nicolas Marjolin se retira dans sa propriété de Clichy où sa passion des fleurs et des arbres occupait la plus grande partie de ses journées.
Au terme d'une longue maladie pour laquelle il demanda à son collègue Michon d'être son chirurgien, il s’éteignit le 4 mars 1850 : ses obsèques eurent lieu en l'église de la Madeleine et l’inhumation se fit au cimetière du Père-Lachaise (7e division),.
La rose 'Docteur Marjolin' lui est dédiée en 1860.

## Publications
En 1815, il publia un Manuel d’anatomie destiné aux élèves qui suivaient son enseignement afin de les guider dans leurs dissections.
Il collabora ensuite, à partir de 1821, au Nouveau Dictionnaire médical dont il rédigea plus d’une trentaine d’articles.
En 1837, Marjolin entreprit la publication de son Cours de pathologie chirurgicale, dont seul le premier tome parut.

## Sources
- Rochard J., Histoire de la chirurgie française au XIXe siècle, Paris, Baillère 1875 (pages 170-172).
- Corlieu A., Centenaire de la Faculté de médecine de Paris (1794-1894) Paris, Masson 1896.
- Genty M. Jean-Nicolas, Marjolin dans Les Biographies médicales n° 7 (juillet 1934) Paris J-B. Baillière et fils
- de Fourmestraux I., Histoire de la chirurgie française de 1790 à 1920, Paris 1934 (pages 46-47).
- Le Progrès médical, 1942 n° 9-10 page 135.